# Action défensive
En matière de bourse, une action défensive, ou valeur défensive, est une action de société dont l'activité et les bénéfices sont peu affectés par les fluctuations économiques, par exemple qui fournit des services de base (eau, électricité), de l'alimentation courante et autres produits de base.

## Conséquences boursières
Au niveau du profil boursier, une action défensive se distingue ainsi d'une action cyclique ou d'une action de croissance. Son bénéfice par action et son cours de bourse tendent à ne varier que modérément quelle que soit la conjoncture boursière.
De ce fait elle présente un risque plus limité que d'autres actions, et en revanche des perspectives de progression assez faibles. Sur la base des critères habituels d'évaluation (comme le PER) ce cours est généralement plus bas que celui de l'action de croissance et plus élevé que celui de l'action cyclique.